# Myrichthys xysturus
Myrichthys xysturus är en fiskart som först beskrevs av Jordan och Gilbert 1882.  Myrichthys xysturus ingår i släktet Myrichthys och familjen Ophichthidae. Inga underarter finns listade i Catalogue of Life.